# Procerosaurus exogyrarus
Noto anche col nome di Ponerosteus (ovvero “osso senza valore”), il procerosauro (Procerosaurus exogyrarus) è conosciuto solo attraverso un osso spezzato di un arto, ritrovato in terreni del Cretacico superiore della Repubblica Ceca. In effetti il primo nome sembra azzeccato, dato che il resto fossile non permette di stabilire con certezza che tipo di animale fosse esattamente il procerosauro. Probabilmente, questo animale era un dinosauro erbivoro semibipede appartenente agli ornitischi, forse simile agli iguanodonti. Se così fosse, Procerosaurus sarebbe uno degli ultimi rappresentanti di tale gruppo.

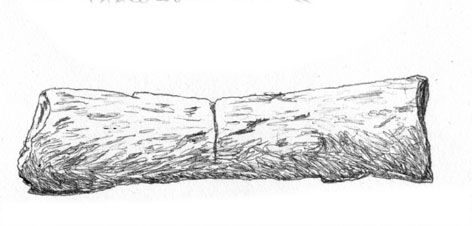
Osso di zampa di Procerosaurus